# Cooptation
 (novembre 2024).
La cooptation (du latin cooptatio), au sein d'un groupe ou d'une assemblée, est un mode de désignation par lequel les membres actuels choisissent les nouveaux membres. La cooptation est donc différente des autres modes de choix qui sont le tirage au sort ou l'élection, ou encore les cas dans lesquels les membres appartiennent à une élite ou aristocratie.

## En entreprise
Il existe un autre type de cooptation créé depuis 2012 en France et aux États-Unis qui consiste à permettre à tous les internautes ou aux seuls employés d'une entreprise de recommander (désigner) eux-mêmes des candidats potentiels pour une offre au sein de leur société. En France ce mode de recrutement porte aussi le nom de recrutement participatif.

## Les Académies
La cooptation est une méthode de désignation largement utilisée aussi dans les académies et dans d'autres institutions culturelles et scientifiques. Par exemple, les nouveaux membres de l'Académie française en France ou bien de l'Accademia della Crusca en Italie sont nommés par les académiciens déjà en exercice.

## Sociétés anonymes en France
Dans les sociétés anonymes en France, la cooptation est un mode de nomination d'un administrateur.
Lors du décès ou de la démission d'un des administrateurs, les autres administrateurs ont l'obligation de nommer provisoirement un autre administrateur de leur choix si le nombre d'administrateurs en fonction est devenu inférieur à la limite statutaire (qui peut être un nombre (6 administrateurs) ou une plage (entre 8 et 10)).
Un administrateur ne peut être valablement nommé que par l'assemblée générale ordinaire des actionnaires. C'est donc cette dernière qui se prononcera sur la validité de la cooptation. Si elle ne valide pas la cooptation, les décisions prises par le Conseil d'Administration pendant la période où l'administrateur coopté était présent ne sont pas remises en cause.
Cas où la cooptation est interdite : si le nombre d'administrateurs devient inférieur à la limite légale, la cooptation est interdite. En février 2004, la limite légale était de 3.

### Exemples
- Limite statutaire = 8 administrateurs

Il y a 8 administrateurs mais l'un d'entre eux décède. Le Conseil d'administration doit nommer un administrateur jusqu'à l'assemblée des actionnaires.
- Limite statutaire = // (statuts muets)

Le nombre d'administrateurs passe à 2. La cooptation est interdite ; une assemblée générale ordinaire (AGO) doit être convoquée immédiatement.
- Limite statutaire = Entre 8 et 10 administrateurs

Il y en avait 9, mais à la suite de la démission de l'un d'entre eux, ils ne sont plus que 8. La cooptation n'est pas nécessaire.

## Sénat belge
En Belgique, depuis la révision constitutionnelle de 2014, le Sénat est composé de 60 sénateurs, dont 50 sont issus des entités fédérées (29 désignés par le Parlement flamand, 10 désignés par le Parlement de la Communauté française, 8 désignés par le Parlement wallon, 2  désignés par le groupe linguistique français du Parlement bruxellois et un sénateur délégué par le Parlement de la Communauté germanophone) et 10 sont cooptés. Les 10 sénateurs cooptés (4 francophones et 6 néerlandophones) sont désignés sur la base du résultat des élections à la Chambre.

## Recrutement
Appelé aussi recrutement par recommandation ou recrutement participatif, la cooptation est une alternative à la recherche de profils de candidats diversifiés[source insuffisante].
Depuis 2011, on assiste à une évolution de l’utilisation de ce procédé par les directions des ressources humaines des entreprises.[réf. nécessaire]
Le recrutement participatif apparu en 2012 est une alternative au cabinet de recrutement « classique », aux sites d’emplois (en anglais, jobboard ou job board) ou aux réseaux sociaux en ligne. Le recrutement participatif permet aux entreprises d’atteindre de nouveaux viviers de candidats.[réf. nécessaire]

### En France
Depuis quelques années, on assiste à une démultiplication des services en ligne pour le recrutement par cooptation.
La sollicitation par une connaissance personnelle ou professionnelle, renforce la portée de la transmission de l’offre d’emploi. Dans le cas de la cooptation, ce recrutement participatif est conjugué à des gratifications, le plus souvent des primes de cooptation, qui permettent de récompenser le professionnel qui aura permis la rencontre avec le candidat finalement recruté[source insuffisante]. Le recrutement participatif profite donc au recruteur comme à la personne qui recommande (encore appelé coopteur) à qui on alloue une prime (le plus souvent monétaire) en cas de recrutement.
Ce mode de recrutement est un moyen pour les professionnels du recrutement, de « sourcer » des candidats en utilisant le réseau professionnel des personnes.